# 三角肥腹蛛
三角肥腹蛛（学名：Steatoda triangulosa）为球蛛科肥腹蛛属的动物。分布于中东、中欧、南欧、非洲、北美洲、南美洲以及中国大陆的甘肃、河北、山西、西藏、四川等地，多栖息于旱地作物、草丛、小灌木以及石下、木堆间或住宅内、外的墙角处。其生存的海拔范围为3000至2500米。该物种的模式产地在欧洲。